# شهرستان دراوسکو
شهرستان دراوسکو (به لهستانی: Powiat Drawsko) یک شهرستان در لهستان است که در استان پومرانی غربی واقع شده‌است. شهرستان دراوسکو ۱٬۷۶۴٫۲۱ کیلومتر مربع مساحت و ۵۸٬۰۶۲ نفر جمعیت دارد.